# 화류
화류(華流)는 중국, 홍콩, 대만 등 중국어 문화권에 대한 대중오락문화의 유행을 가리키는 단어이다. 일본의 미디어가 한국의 대중오락문화의 유행을 가리키는 한류에 대응하는 말로서 만들어냈다.
화류의 병음 표기는“hua liu”로, 일본에서는 중국어 발음에 가까운 ホアリョウ보다 “후아류(ファーリュー)”가 일반적으로 쓰이고 있다.

## 개요
화류의 범위는 대만, 홍콩, 중국, 덧붙여 싱가포르나 말레이시아 등도 포함한 아시아 중국문화 전체이다. 범위가 넓기 때문에 그 내용 역시 아주 대체롭다.
대만에 한정하여 대류(臺流), 홍콩에 한정하여 항류(港流)이라 불리는 경우도 있다. 하지만 대만의 배우가 중국제작의 드라마에 출연하거나, 그 반대의 경우처럼, 연예 분야에 있어서는 중국어 문화권의 각 국 사이에서 교류가 빈번하여, 이를 구별하기가 어렵다. 그 탓에, 크게 묶어서 ‘화류’가 주로 쓰이고 있다.
화류는 대만, 홍콩, 중국 등, 여러 나라의 지역의 특색을 가져, 처음에 소개된 연애를 중심으로 한 젊은이 대상의 청춘 군상드라마 이외에도, 무협 드라마나 역사 드라마, 혹은 드라마 이외의 영화나 음악 등 범위가 많아, 남녀노소의 폭넓은 층에 지지받고 있는 게 특징이다.

## 일본에서의 화류
일본은 종래부터 홍콩이나 대만 등, 중국어권 연예계가 어느 정도 관심을 끌어, 이소룡(李小龍·부르스 리)이나 성룡(成龍·잭키 첸)등의 쿵푸 영화, 쥬디 온그·오얀 후이후이(歐陽菲菲·오우양 페이페이)·아그네스 첸·등려군(鄧麗君·테레사 덩) 등의 인기 여성가수들, 유환도사나 영환도사(테텐 역 : 세도우·류)등의 강시 작품이 유행한 적도 있다.
화류라 하는 단어가 쓰이기 시작한 것은, 2005년 초이다. 미디어 관계자가 한국의 한류에 대응할 단어로서 만든 단어로 보이며. 그 시초가 된 것이 대만 드라마였기 때문에, 처음에는 태류도 쓰였지만, 중국의 무협드라마에도 인기가 있는 등, 타이완 이외의 요소도 나왔기에 점점 화류로 집약되고 있다.
화류가 생겨난 배경에는, 일본의 디지털 방송의 개시에 따른 콘텐츠가 부족한 탓이었다. 한류도 한국 드라마가 가격이 싼 콘텐츠로서 수입된 것이 계기가 되어 발생했다. 한국드라마가 방송권이 뛰어오름과 같은 것에 의해 콘텐츠로서의 가치를 잃어가는 중에, 비교적 싼 가격에 양질의 타이완이나 홍콩, 중국 드라마의 수입을 진행하고 있다.
화류라고 하는 단어는, 종래부터 알려져 있던 연예인에 대해서도 쓸 수 있으나, 화류와 함께 새로이 유명해진 연예인으로는, 대만의 아이돌 그룹인 JVKV(F4) 등이 있다. 다만, 각종 미디어에는 단발적으로 소개되는 것에 그치고 있는 것이 실태이다.
2006년, 각종 드라마가 BS 디지털이나 CS로의 방송, 인터넷 배신으로의 잇따르고 진출하고 있어, 그리고 대만이나 중국에서 연예인으로, 일본시장에 진출을 계획하고 있는 사람이 적지 않음에서, 이후, 커다란 유행으로 발전할 가능성을 남겨두고 있다.
이하, 화류를 이끌고 있는 것은, JVKV(F4)가 주연한 《류성화원(流星花園)》이나, 구택(邱澤·로이 추) 주연의「별이 빛나는 밤에(雪地裡的星星)」등으로 대표되는 대만의 청춘연애 드라마와 《천룡팔부》 등 신기한 이야기와 다채로운 액션을 특징으로 하는 무협 드라마이다.

## 대한민국에서의 화류
한국인들은 중화권 문화에 관심이 적었지만, JVKV(F4) 주연의 《류성화원(流星花園·한국명 : 꽃보다 남자)》이 한국에서 큰 인기를 얻은 이후 타이완의 대중문화에 대한 관심이 커졌다. 최근에는 임의신(林依晨), 정원창(鄭元暢) 주연의 《악작극지문(惡作劇之吻·한국명 : 장난스런 키스)》도 큰 인기를 얻고 있다.
F4의 멤버 Vanness가 주연으로 나온 <<Next station,Happiness>> 많은 시청객들에게 사랑을 받고 있다.작년에 개봉 됐던 <<Sophie's Revenge >>라는 영화도 한국에서 많은 사랑을 받았다.

## 같이 보기
- 한류 (문화)
- 다이내믹 코리아(Dynamic Korea)
- 브리티시 인베이전
- 쿨 브리타니아
- 쿨 재팬
- 소프트 파워
- 하드 파워
- 스마트 파워